# Martin Paterson
Pour les articles homonymes, voir Paterson.
Martin Andrew Paterson est un footballeur international nord-irlandais né le 10 mai 1987 à Tunstall en Angleterre. Il joue au poste d'attaquant devenu entraîneur.

## Biographie

### En club
Paterson joue 23 matchs en Premier League avec le club de Burnley, inscrivant 4 buts.
Le 25 juin 2013, il est transféré à Huddersfield Town.
Le 14 septembre 2015, il rejoint le club de Blackpool.
Le 26 août 2016, il rejoint le club de Port Vale

### En équipe nationale
Anglais de naissance, Paterson est international nord-irlandais depuis 2007. Il compte 23 sélections et 3 buts entre 2007 et 2014.
Il reçoit sa première sélection en équipe nationale le 21 novembre 2007, lors d'un match contre l'Espagne rentrant dans le cadre des éliminatoires de l'Euro 2008 (défaite 1-0 à Las Palmas de Gran Canaria). Il inscrit son premier but le 15 août 2012, en amical contre la Finlande (match nul 3-3 à Belfast).
Il inscrit deux buts lors des éliminatoires du mondial 2010 : contre la Russie, le 14 août 2013 (victoire 1-0 à Belfast), puis contre le Luxembourg le 10 septembre 2013 (défaite 3-2 dans la ville de Luxembourg).